# Runeberg Junior-priset

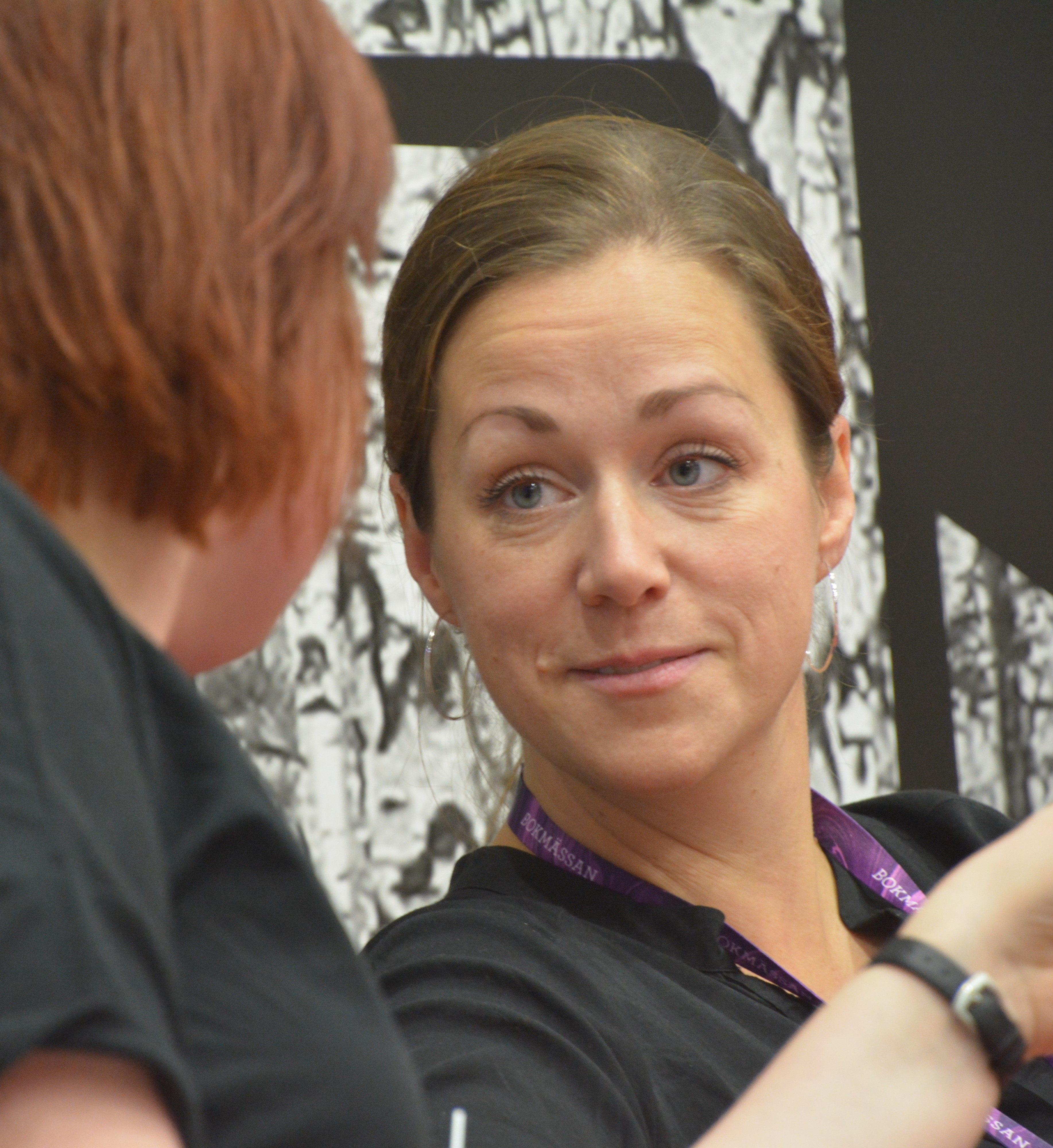
Malin Klingenberg i samtal med Karin Erlandsson på Bokmässan i Göteborg 2019.

Runeberg Junior-priset är ett finländskt barnlitteraturpris, som instiftades 2017 av Borgå stad, tidningen Östnyland och KSF Media.
Priset är 10 000 euro och det utdelades första gången på Johan Ludvig Runebergs dag den 5 februari 2017 i Borgå. Priset tilldelas en barnbok på finska eller svenska, som riktas till åldersgruppen 6–9 år. Syftet med priset är att främja barnens läslust.
En jury utses för att göra ett urval på högst tio titlar. Bland dess väljs en vinnare av daghemsgrupper och elever i årskurserna ett–två i Borgå.

## Pristagare
- 2017 Den fantastiske Alfredo av Malin Klingenberg med illustrationer av Joanna Vikström Eklöv, samt Paten kalastuskirja av Timo Parvela med illustrationer av Pasi Pitkänen[2]
- 2018 Pärlfiskaren (finska: Helmenkalastaja) av Karin Erlandsson[3]
- 2019 Hallonbacken av Eva Frantz[4]
- 2020 Katoava muumio ("Mamman som försvinner") av Tapani Bagge och Carlos da Cruz[5]
- 2021 Nattexpressen av Karin Erlandsson [6]
- 2022 Elppu matkalla kotiin ("Elppu på väg hem")  av Edu Kettunen
- 2023 Palavan kaupungin lapset ("Barnen i den brinnande staden") av Roope Lipasti
- 2024  Mitt idiotiska liv av Petra Lillsund Botéus, illustrerad av Herta Donner